# فيروس كورونا (فلم)
فيروس كورونا Coronavirus هو فيلم درامي وإثارة هندي باللغة التيلوغوية عام 2020 من إنتاج رام جوبال فارما وإخراج أغاستيا مانجو. الفيلم يدور حول عائلة تعرضت للفيروس أثناء إغلاق كوفيد 19 في الهند.

## الشخصيات
- سريكانث أيينجار في دور أناند راو
- فامسي تشاجانتي في دور كارثيك، الابن الأكبر لأناند راو
- كالبالاتا بدور لاكشمي، زوجة أناند راو
- داكشي جوتيكوندا في دور راني، زوجة كارثيك[4]
- سونيا أكولا بدور شانتي، ابنة أناند راو[5]
- دورا ساي تيجها في دور روهان، الابن الأصغر لأناند راو
- كيشاف ديباك في دور الطبيب

## الموسيقى التصويرية
تم تأليف الموسيقى بواسطة DSR
| #  | عنوان          | المدة |
| -- | -------------- | ----- |
| 1. | "كورونا فيروس" | 03:46 |